# Hipòtesi alternativa
En proves d'hipòtesis, la hipòtesi alternativa (o manté la hipòtesi o hipòtesi de recerca) i la hipòtesi nul·la són les dues hipòtesis rivals que es comparen mitjançant una prova d'hipòtesis estadística. Un exemple podria ser quan la qualitat de l'aigua en un rierol s'ha observat durant molts anys i es realitza una comprovació de la hipòtesi nul·la que no hi ha cap canvi en la qualitat entre la primera i segona meitat de les dades contra la hipòtesi alternativa que la qualitat és pitjor en la segona meitat del registre.
El concepte d'una hipòtesi alternativa en la prova va ser ideada per Jerzy Neyman i Egon Pearson, i s'utilitza en el lema de Neyman-Pearson. Constitueix un component important en les proves d'hipòtesis estadístiques modernes. No obstant això, no va ser part de la formulació de Ronald Fisher de proves d'hipòtesis, i ell es va oposar radicalment al seu ús. En l'enfocament de Fisher per a les proves, la idea central és avaluar si el conjunt de dades observades podrien ser el resultat d'oportunitat si la hipòtesi nul·la fora el que se suposa que tenen, en teoria, sense idees preconcebudes sobre el que altres models poden tenir. Proves modernes d'hipòtesis estadístiques s'adapten a aquest tipus de prova, ja que la hipòtesi alternativa pot ser la negació de la hipòtesi nul·la.